# حريق في البحر
حريق في البحر هو فيلم من نوع وثائقي أُصدر في 13 فبراير 2016. الفيلم من توزيع 01 للتوزيع ‏، وهو من إخراج وسيناريو Gianfranco Rosi (director) ‏.

## القصة
تقع أحداث الفيلم في إيطاليا.

## وصلات خارجية
- حريق في البحر على موقع IMDb (الإنجليزية)
- حريق في البحر على موقع ميتاكريتيك (الإنجليزية)
- حريق في البحر على موقع روتن توميتوز (الإنجليزية)
- حريق في البحر على موقع قاعدة بيانات الأفلام العربية
- حريق في البحر على موقع ألو سيني (الفرنسية)
- حريق في البحر على موقع أول موفي (الإنجليزية)
- حريق في البحر على موقع بوكس أوفيس موجو (الإنجليزية)
- حريق في البحر على موقع فيلمافينيتي (الإسبانية)
- حريق في البحر على موقع قاعدة بيانات الأفلام السويدية (السويدية)
- حريق في البحر على موقع قاعدة بيانات الفيلم (الإنجليزية)